# Cassidulinitidae
Cassidulinitidae es una familia de foraminíferos bentónicos de la superfamilia Cassidulinoidea, del suborden Buliminina y del orden Buliminida. Su rango cronoestratigráfico abarca el Plioceno.

## Discusión
Clasificaciones previas incluían Cassidulinitidae en el suborden Rotaliina y/o orden Rotaliida.

## Clasificación
Cassidulinitidae incluye al siguiente género:
- Cassidulinita †